# 機尾亂流

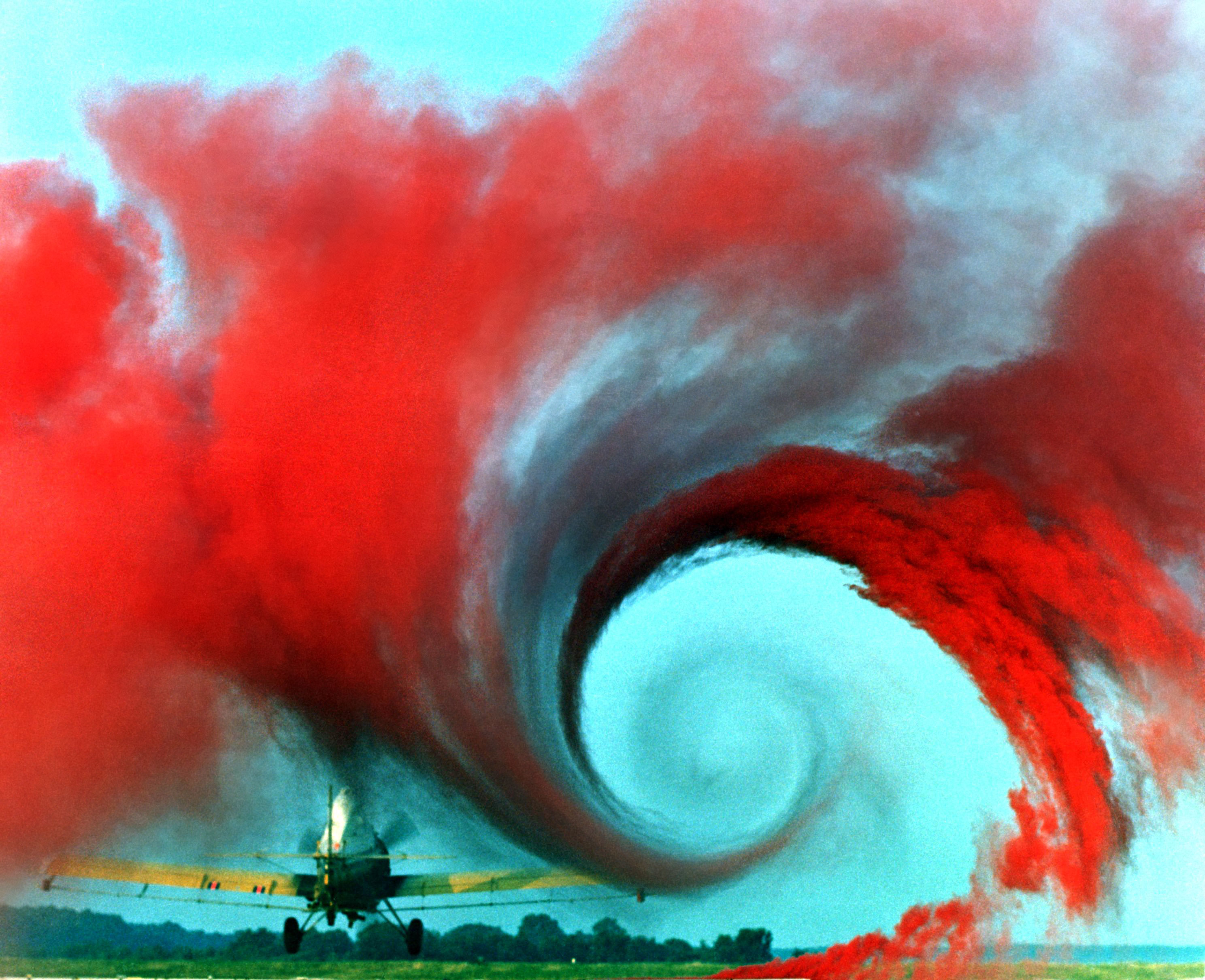
这张来自美国宇航局的翼尖涡流研究的图片定性地说明了机尾乱流。

机尾乱流（英語：wake turbulence）（简称：尾流）是飞机飞行时在其后方形成的一种大气扰动。主要包括翼尖涡流和喷气尾流，即喷气发动机排出的高速气流。
在飞机起飞和降落阶段，机尾乱流特别危险。此时，飞机通常以较大的迎角飞行，这种姿态更容易形成强烈的涡流。在机场附近，可能有多架飞机以低速和低空飞行，飞机在遭遇异常时的恢复空间也相应减少。

## 定义
机尾乱流是晴空乱流的一种。重型飞机的机翼会产生旋转的双涡流，这种涡流在飞机经过后可能会持续较长时间，甚至超过一分钟。遇到这些旋转涡流时，无论是在空中还是地面，较小的飞机可能会受到严重干扰，甚至发生倒转。

### 在固定翼飞机的平飞过程中
从前后方观察固定翼飞机平飞时，涡流的方向是向外、向上并绕着机翼尖端旋转。大型飞机的测试表明，涡流始终保持在不到一个翼展的距离内，随着风向漂移，并且会在高于翼展距离的高度上存在。测试还表明，涡流以每分钟数百英尺的速度下沉，随着时间的推移和与产生涡流的飞机的距离增加，其下沉速度会减慢，强度也会逐渐减弱。
在高空，涡流每分钟下沉约90—150米（300—490英尺），并在距离产生涡流的飞机飞行高度下方约150—270米（490—890英尺）的范围内稳定下来。因此，飞行高度相差600米（2,000英尺）以上运行的飞机受涡流影响的风险较小。
当大型飞机的涡流下沉距离地面约100—200英尺（30—61米）时，通常会以每小时2—3 kn（3.7—5.6 km/h；2.3—3.5 mph）的速度横向移动。侧风会削弱上风涡旋的横向运动，并增加顺风涡旋的运动。

### 直升机
直升机同样会产生机尾乱流。直升机的尾流有时比同等重量的固定翼飞机尾流更强。当直升机以较低速度（20至50节）飞行时，尾流达到最强。轻型双桨直升机产生的尾流与多桨叶重型直升机产生的尾流一样强。例如，贝尔波音 V-22 鱼鹰倾转旋翼机的旋翼尾流十分强大，甚至可能导致坠机。

## 避免危险
尽管翼尖装置可稍微减弱翼尖涡流的强度，但其影响不足以改变跟随其他飞机时的安全间隔要求

### 尾流类别
国际民航组织根据飞机的最大起飞重量（MTOW）定义了尾流类别，用于起飞和降落时的间隔控制。

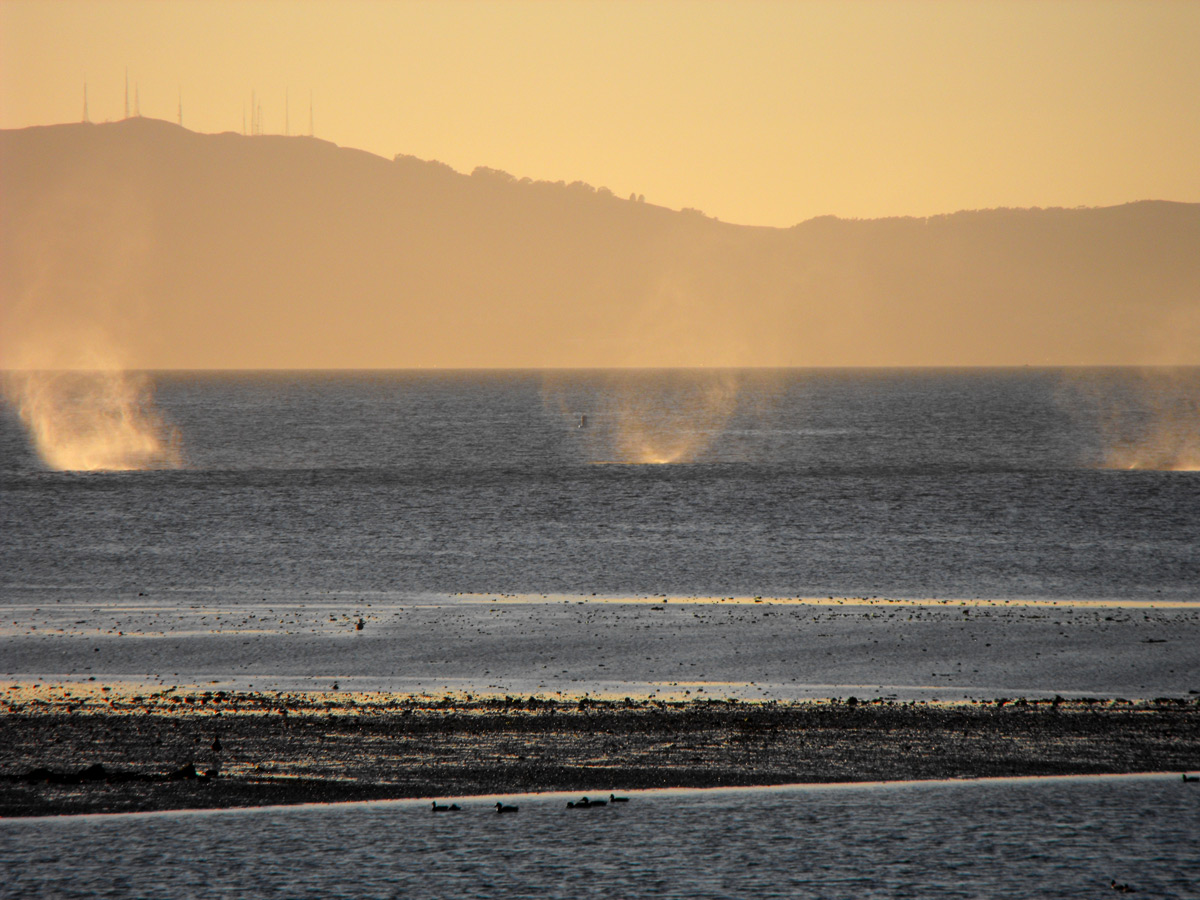
一架降落在奥克兰国际机场的空客飞机在下降到地面时产生的尾流与海面相互作用。

根据尾流类别，起飞、降落和巡航阶段的间隔标准各有不同。空中交通管制员会根据这些标准对进行仪表进近的飞机进行排序。对于目视进近的飞机，管制员会提供建议的间隔，而飞行员需自行保持与前机的安全距离。 （p. 9）

### 平行或交叉跑道
在起飞和降落时，静风条件下，飞机的尾流会下沉到地面并横向远离跑道。当出现三到五节（3–6英里/小时；6–9公里/小时）的横风时，上风涡流可能保持在跑道上空，而下风涡流则可能漂移到另一条跑道，这种情况将会带来潜在的危险。  （p. 10）

### 警示特征
无预警的飞机晃动（例如机翼摆动）可能是机尾乱流引起的。因此，保持情境意识至关重要。在进近阶段遇到尾流十分常见。如果飞行员怀疑被尾流影响，应尽快避开，并考虑执行复飞或终止进近，防止遇到更强的尾流。
尽管尾流有时看似温和，但在某些严重事故中，飞行员因试图继续降落而遭遇强烈乱流，导致无法恢复控制。因此，在遇到乱流影响时，飞行员应立即采取规避行动，而不应依赖飞机系统的提示。

### 板线
2020年，研究人员研究在跑道入口附近安装“板线”，尝试通过引发次生涡流来缩短尾流持续时间。在维也纳国际机场的试验安装中，有报告称涡流减少了 22%-37%。 

## 测量
机尾乱流可以通过多种技术进行测量。国际民航组织（ICAO）目前认可的测量方法包括声层析成像和多普勒激光雷达，而后者已经是成熟的商业化解决方案。
使用光学技术可以通过测量尾流对折射率的影响，来指示该乱流的强度。

## 听觉感受
在特定条件下，地面观察者有时可以听到机尾乱流的声音。
例如在静风条件下，重型喷气机进近时产生的机尾乱流会发出低沉的轰鸣声或哨声，代表涡流强劲。如果涡流较弱，则声音类似撕扯纸张的声音。通常，飞机的直接噪音消退几秒后，可以听到机尾乱流的声音。声音持续时间可能长达30秒，且音色会随时间变化，伴随沙沙声和裂响声，直到完全消失。